# Бербіс (колонія)
Бербіс — голландська колонія на північному узбережжі Південної Америки в 17-му і 18-му століттях, розташована на річці Бербіс. Колонія Бербіс була частиною голландської Гвіани.

## Історія
Колонія Бербіс була заснована в 1627 році зеландським купцем Авраамом ван Перрі. У другій половині колоніального періоду колонія управлялася Товариством Бербіс, утвореним за зразком сусідньої колонії Суринам, яка керувалася Товариством Суринаму. Столицею Бербісу з 1790 року був Форт-Нассау. У тому ж році місто Новий Амстердам, що виросло навколо Форт-Сінт-Андріс, було зроблене новою столицею колонії. Бербіс був захоплений англійцями в 1796 році. У 1831 році він був з двома іншими британськими колоніями Ессекібо і Демерарою об'єднаний в Британську Гвіану. З 1966 року ця область являє собою незалежну державу Гаяну.

### Капери
У перші роки колонізації колоністи вирощували тут на плантаціях тютюн і каву, але набагато важливішою була торгівля з індіанцями в цьому регіоні.
Бербіс як і сусідні плантаторські колонії зазнавав нападів піратів. У 1689 році французькі капери плавали річкою Бербіс і завдали серйозної шкоди плантаціям. Зрештою місцеві жителі заплатили піратам 20 000 гульденів. В 1712 році колонія піддалася нападу французьких корсарів на чолі з Жаком Касардом, і тепер загарбники зажадали суму 300 000 гульденів. Спадкоємцям Перрі не вдалося компенсувати втрати й вони були змушені продати колонію амстердамським купцям.

### Повстання рабів
23 лютого 1763 року відбулося повстання рабів. У той час у всій колонії проживало всього 346 білих (чоловіки, жінки та діти) і 3833 африканських рабів. Майже всі білі покинули свої плантації. Близько сорока з них були вбиті. Під час захоплення колонії рабами, яке тривало десять місяців, й в якому взяли участь понад 1800 рабів, плантації були зруйновані, будинки спалені, а цукрові заводи були виведені з ладу.
Після повстання рабів колоніальні правителі розробили плани з будівництва нового форту. Зрештою було вирішено побудувати місто Новий Амстердам. У 1796 році Бербіс, однак, був захоплений англійцями. У 1799 році англійці завоювали Суринам, і обидві ці області опинилися під захистом британської корони.
За Ам'єнським договором (1802), Бербіс і Суринам були повернуті Нідерландам, але Бербіс був знову завойований англійцями у вересні 1803 року. У 1804 році Суринам теж перейшов під британську адміністрацію. У 1814 році за Лондонською конвенцією Нідерландам знову повернули Суринам. У Паризькому договорі (1815) це було підтверджено. Але британське правління продовжувалося в Бербісі, Ессекібо, та Дамерарі. У 1831 році ці три колонії були об'єднані в Британську Гвіану.